# Депортация поляков
Депортация поляков — массовое выселение поляков, оказавшихся на территории СССР, в районы Казахской ССР и Сибири в 1936—1941 годах. Было три волны депортаций — в 1929-1930 годах, в апреле 1936 года и 1940—1941 годах. Первая и вторая волна представляла собой выселение поляков и немцев из приграничных районов СССР. Третья волна охватила поляков, живших во вновь присоединённых районах Западной Белоруссии и Западной Украины.

## Предыстория

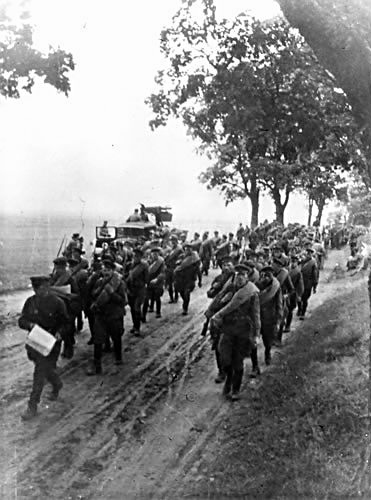
Стрелковые части РККА в Польше. 1939 год.

Сибирь была традиционным местом для высылки поляков. В царские времена туда часто ссылались борцы за независимость Польши. В 1920 году польская 5-я Сибирская стрелковая дивизия сложила оружие под Красноярском. Часть солдат этой дивизии осталась жить здесь же.
В 1920 году Польша присоединила Западную Белоруссию и Западную Украину. Одним из последствий этой акции стало притеснение белорусов и украинцев. Был создан концентрационный лагерь в Берёзе-Картузской, в котором содержались тысячи представителей восточных славян.
В апреле 1936 года советской властью «неблагонадёжные элементы» из западных приграничных районов СССР были выселены в Казахскую ССР.
1 сентября 1939 года Германия вторглась в Польшу. 17 сентября восточные районы страны заняла Красная армия.

## Депортации

### Депортация 1930 года
В мае 1929 года Организационное бюро Центрального Комитета ВКП(б) утвердило постановление, направленное на укрепление западной границы. Это решение было связано с социально-политической нестабильностью в приграничных областях Украинской и Белорусской ССР, где фиксировались многочисленные выступления сельского населения. Дополнительным фактором стало этнодемографическое положение и «соблазн ирреденты» в регионе: согласно данным переписей конца 1920-х годов, польское население не составляло большинства на этой территории. Первые постановления о переселении были приняты в ноябре 1929 года республиканскими Совнаркомами УССР и БССР. В постановлении СНК Украинской ССР от 13 ноября 1929 года указывалось о «наискорейшем оздоровлении хозяйственных условий погранполосы УССР и облегчении проведения в ней реконструктивных мероприятий». В переселенческие контингенты включали население 22 км погранполосы независимо от социального статуса. Переселенцев направляли в таежную зону Сибири. Официальными причинами были бандитизм, шпионаж, контрреволюционная деятельность, профессиональная контрабанда высылали также польские кулацкие хозяйства, а также шляхетские семьи. Общее количество депортированных за этот период составило около 15 тысяч человек.

### Депортация 1936 года
28 апреля 1936 года СНК СССР было принято постановление в котором, в частности, говорилось:
Совет Народных Комиссаров Союза ССР постановляет: Возложить [на] НКВД СССР переселение и организацию поселений в Карагандинской области Казахской АССР для польских и немецких хозяйств, переселяемых из УССР в количестве 15 000 хозяйств — 45 000 человек по типу существующих сельскохозяйственных трудпосёлков НКВД. Переселяемый контингент не ограничивается в гражданских правах и имеет право передвижения в пределах административного района расселения, но не имеет права выезда из мест поселений.

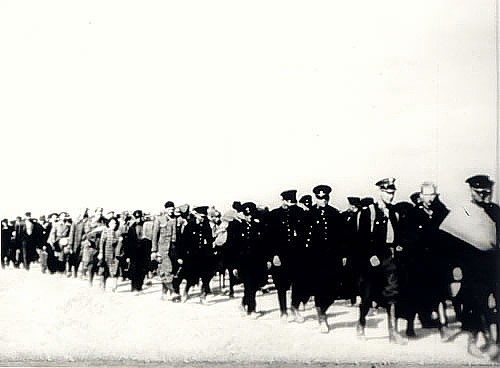
Пленные польские жандармы.

Согласно этому постановлению были переселены 35 820 поляков, 99,8 % из которых попали в северные районы Казахстана. Для расселения прибывших было создано 13 посёлков близ ферм, которые заселили поляки из Житомирской, Винницкой и Кировоградской областей. Остальные депортированные были мелкими группами расселены по районам РСФСР. 75,7 % депортированных были поляками, 23,4 % — немцами, 0,8 % — украинцами, 0,1 % составляли представители других национальностей.
Хозяйства спецпереселенцев были преобразованы в 28 колхозов. Этим колхозам в порядке долгосрочной ссуды на 8 лет (до 1945 года) были переданы жилые дома, школы, детские учреждения, больницы. Из-за экономической слабости хозяйства не могли вносить платежи и развиваться. По этой причине правительство Казахстана обращалось к руководству страны с просьбой, во-первых, продлить срок полного погашения ссуд на 10 лет; во-вторых, поскольку переселенцы не получили компенсации за своё жильё, снизить наполовину стоимость домов за государственный счёт.
Властями отмечался целый ряд недостатков в обустройстве депортированных:
… Медицинская помощь недостаточна и качественно неудовлетворительна. Сеть медучреждений медработниками не укомплектована… Сеть школ и политпросветучреждений полностью не обеспечена ассигнованиями на их содержание и, кроме того, не обеспечена нужными кадрами. Не лучше обстоит дело в старых посёлках Осакаровского, Тельманского районов Карагандинской области, где из-за отсутствия ассигнований власти встали перед необходимостью закрытия интернатов, изб-читален, роспуска учащихся и учителей… Польские и немецкие школы не снабжены учебниками на родном языке…

### Депортации 1940—1941 годов

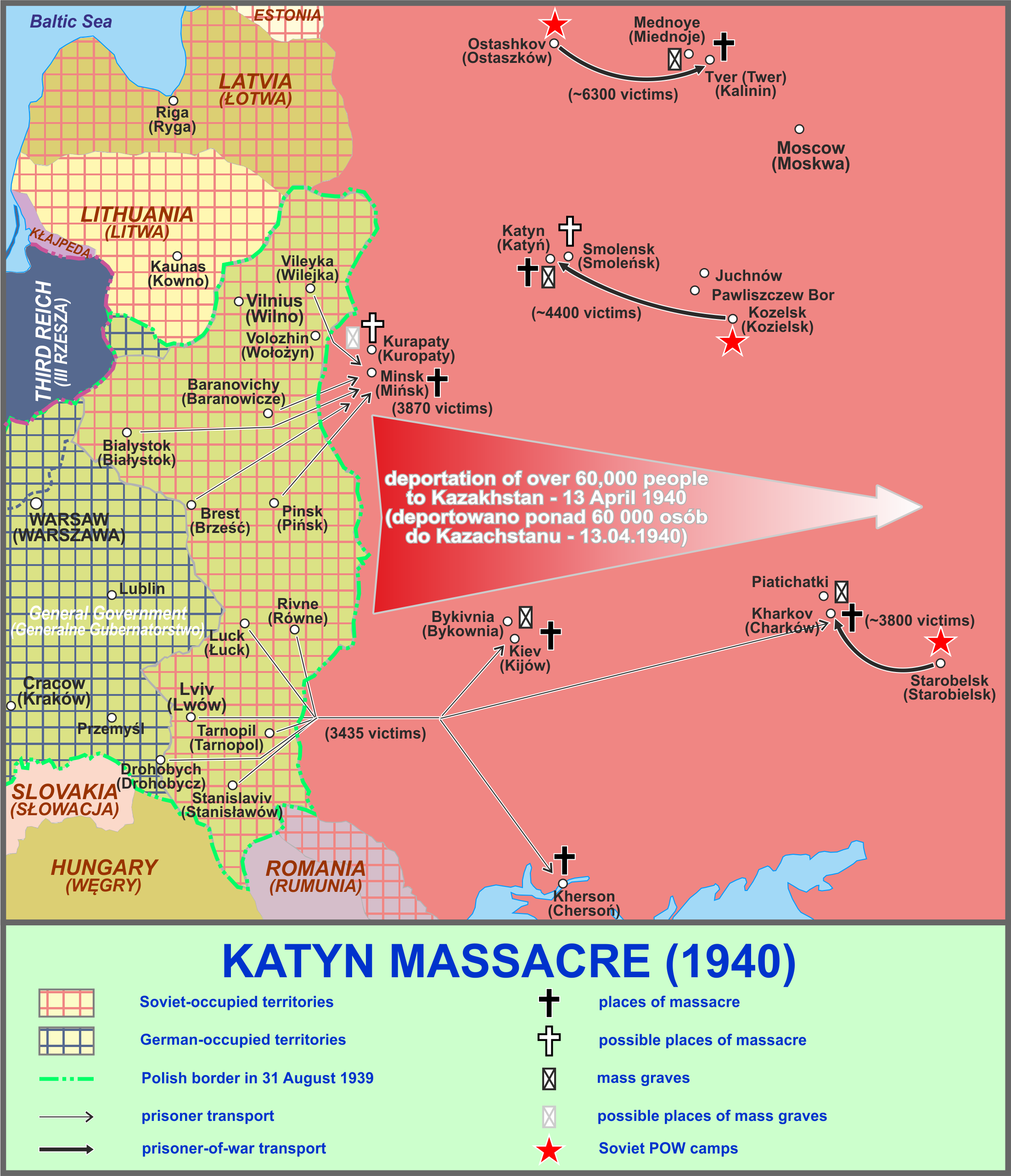
Депортация поляков в 1940 году

В 1939 году районы, занятые Красной армией, стали западными областями Белорусской (Вилейская, Барановичская, Белостокская, Брестская, Пинская), Украинской (Волынская, Дрогобычская, Ровенская, Станиславская, Львовская, Тарнопольская) и Литовской ССР. В следующем году начались депортации поляков.
… удачной работой считалось, когда в течение месяца было добыто 2 кг золота… Чтобы экскаватор работал, нужно было приготовить землю, выкорчевать лес. Это делали поляки. Драга была электрической. Электричество было проведено с прииска «Кировский». Наши бараки тоже освещались электричеством. За два года драга прошла 2 километра. Электростанция потребляла от 80 до 120 кубов древесины в сутки. Полякам нужно было эту древесину доставлять до электростанции. Зимой, чтобы работа драги продолжалась как можно дольше, нам приказывали в 40-градусный мороз рубить и вытаскивать из воды куски льда. На этой работе было задействовано две бригады, которые сменяли друг друга каждые полчаса. Когда одна работала — другая грелась около печи.
Многочисленная националистически настроенная польская диаспора, расселённая вблизи границ страны, вызывала опасения советского руководства. Были депортированы в Сибирь осадники, которыми заселялись восточные районы Польши для закрепления польского присутствия.
Другой категорией депортированных были беженцы, которые спасались от немецкой оккупации в Советском Союзе. Многие беженцы смогли взять с собой деньги, ценности, одежду, предметы быта, что облегчило им проживание на новом месте. В числе депортированных оказались также представители «социально чуждых» классов из числа белорусов, украинцев, евреев. Депортировали людей целыми семьями, тем самым подрывая возможность сопротивления социальным изменениям на вновь присоединённых территориях.
Депортация производилась в несколько этапов: 10 февраля, 13 апреля и 29 июня 1940 года, в мае-июне 1941 года. Каждый этап осуществлялся за один день. Депортируемым разрешалось взять до тонны имущества на семью, остальное сдавалось местным властям. На местах поселения выселенным должна была выдаваться компенсация. В Красноярском крае на 1940—1941 год находилось 15 538 осадников, живших в 48 спецпосёлках, и 1459 беженцев, размещённых в 9 спецпосёлках.
Местная власть была обязана предоставить жильё и работу, однако на местах это распоряжение центра не всегда выполнялось. Так, Красноярский крайисполком сообщал о неудовлетворительном размещении и хозяйственном устройстве переселенцев-осадников по предприятиям края, семьи размещались в общих бараках в условиях большой скученности, депортированные плохо обеспечивались даже продуктами питания первой необходимости, получали недостаточною медицинскую помощь, что вело к эпидемическим заболеваниям.
Постановлением СНК СССР от 10 апреля 1940 года № 497-178сс из Западной Украины и Белоруссии в Актюбинскую, Акмолинскую, Кустанайскую области, Павлодарскую, Северо-Казахстанскую и Семипалатинскую области было выселено 60 667 (по другим данным 61 092) поляков. Из этого числа 36 729 человек размещались в колхозах, 17 923 — в совхозах, 8000 — в рабочих поселках различных промышленных предприятий. 2036 поляков были размещены в четырёх спецпосёлках Сталинского, Шортандинского и Степняковского районов Акмолинской области и использовались на предприятиях золотодобывающей промышленности. По другим данным только в конце июня 1940 года было депортировано около 100 тысяч человек, в большинстве своём — еврейские беженцы из центральной и западной Польши.

### После амнистии
30 августа 1941 года был подписан договор Сикорского — Сталина, по которому депортированные поляки были амнистированы с выдачей соответствующих справок. Однако на деле их положение не изменилось. На территории СССР были созданы польские правительственные представительства (делегатуры). Делегатуры, совместно с сетью доверенных лиц посольства, должны были представлять интересы польского населения. Они организовывали и распределяли благотворительную помощь Красного Креста, материальную и финансовую помощь польского правительства, направляли добровольцев в польскую армию.
Все дети питались три раза в день, а группа малышей (моя) получала дополнительно второй завтрак. Обед был всегда сварен, а на другие приемы пищи выдавали в основном бутерброды с консервированной рыбой. Основные продукты, такие как рыбные консервы и мясные, мука, сахар, каши и т. п. получали в рамках американской помощи UNRA, а хлеб, молоко и корнеплоды нам давал местный колхоз за трудодни, отработанные старшими воспитанниками. Один раз в неделю нам организовывали баню.
В Сибири были созданы делегатуры в Красноярске, Абакане, Минусинске, Черногорске, Усть-Абакане, Краснотуранске, Казачинском. Также в Красноярске и других крупных городах края была создана сеть складов, распределявших гуманитарную помощь от польского посольства.
Польскому посольству в первой половине 1942 года удалось открыть учреждения опеки и попечительства в Красноярском крае. Польские детские дома были созданы в Казачинском (Порожский детский дом), Минусинском (Маломинусинский детский дом) и Боградском районах (Болшеербинский детский дом). В 1943 году в Большеербинским детском доме было 150 детей, Маломинусинском — 171 ребёнок и в Порожском — 250 детей. По словам Болеслава Влодарчика, одного из воспитанников Порожского детского дома, основной контингент воспитанников составляли дети тяжело больных родителей, которые не могли их содержать, дети инвалидов, дети военнослужащих польской армии, дети занятых на сезонных работах в леспромхозах, колхозах, речном флоте. Весной 1946 года польские детские дома выехали на родину.
Польская делегатура содействовала созданию домов инвалидов в Абане и Агуле, школ в Черногорске, Бограде, Краснотуранске, Усть-Абакане, детских садов в Черногорске и Усть-Абакане. Там, где поляки работали на лесозаготовках, были открыты столовые: в Иннокентьевке, Козульке, Партизанском, Манском районах. В Минусинске была открыта аптека. В январе 1942 — марте 1943 годов польское посольство через местную торговую сеть снабжало своих соплеменников продуктами, хлебными и жировыми карточками, одеждой, обувью.
Согласно статистике НКВД, в Красноярском крае в начале 1943 года проживал 8471 взрослый поляк. В июне того же года в регионе насчитывалось уже около 14 тысяч польских граждан, в том числе 4987 — моложе 16 лет.

### Кризис советско-польских отношений
После начала охлаждения советского руководства с польским эмигрантским правительством 26 января 1943 года по распоряжению Совета народных комиссаров СССР началось закрытие делегатур. Решение проблем польского населения отныне возлагалось на местные советские органы. Началась работа по приёмке имущества польского представительства и благотворительных учреждений. Были взяты на учёт все денежные средства. По этой причине снабжение польских граждан ухудшилось, им перестали выдавать продуктовые пайки.
25 апреля 1943 года дипломатические отношения с правительством Польши в изгнании были официально разорваны. Началось формирование Союза польских патриотов (СПП), которые проводили политику Советской власти. В Красноярском крае было создано краевое правление СПП, со временем взявшее на себя некоторые функции делегатуры. Для снабжения польского населения в мае 1943 года при наркомате торговли СССР был создан Упрособторг (управление особой торговли).

### Отношения с местным населением
Простые казахи относились к депортированным с состраданием. Например, заместитель заведующего сельхозотделом ЦК ВКП(б) Ицков сообщал секретарю ЦК Андрееву, что в одном из колхозов Кустанайской области «ссыльным устроили такую радушную встречу, что отдали им дневной удой молока с фермы, так что даже дети колхозников в детплощадке остались без молока».

### Итоги депортаций
Из справки Л. П. Берия на имя Сталина и данных Прокурора СССР А. Я. Вышинского и за период с ноября 1939 по июнь 1941 года были депортированы 389 382 человека. 52 % (202,5 тысячи) из этого числа составляли женщины, а 12 % (46,7 тысяч) — дети. По пути движения и на местах в течение первого года умерло примерно 10 % от общего числа депортируемых (около 39 тысяч человек). По данным польских исследователей, которые опираются на косвенные данные, по сумме всех этапов было депортировано примерно один миллион (по другим данным — около 1 200 000) человек.
Одним из последствий депортации стало возникновение польской диаспоры в Казахстане.

## Реабилитация
14 ноября 1989 года была принята Декларация Верховного Совета СССР «О признании незаконными и преступными репрессивных актов против народов, подвергшихся насильственному переселению, и обеспечении их прав», согласно которой были реабилитированы все репрессированные народы, признаны незаконными и преступными репрессивные акты против них на государственном уровне в виде политики клеветы, геноцида, насильственного переселения, упразднения национально-государственных образований, установления режима террора и насилия в местах спецпоселений.
26 апреля 1991 года был принят Закон РСФСР о реабилитации репрессированных народов, который признал депортацию народов «политикой клеветы и геноцида». Помимо прочего, закон признавал право репрессированных народов на восстановление территориальной целостности, существовавшей до антиконституционной политики насильственного перекраивания границ, на восстановление национально-государственных образований, сложившихся до их упразднения, а также на возмещение ущерба, причинённого государством.
14 апреля 1993 года был принят закон Республики Казахстан «О реабилитации жертв массовых политических репрессий». В 1997 году, выступая на сессии Ассамблеи народа Казахстана, президент Н. А. Назарбаев сказал:
Нет ни одной нации, ни одного народа, которым тоталитаризм не причинил бы сокрушительного и, к сожалению, в чём-то непоправимого ущерба.

## Память
11 ноября 2022 года мемориал полякам — жертвам сталинских репрессий испортили неизвестные, украв табличку. 26 марта 2024 года мемориал был восстановлен благодаря обществу Мемориал.

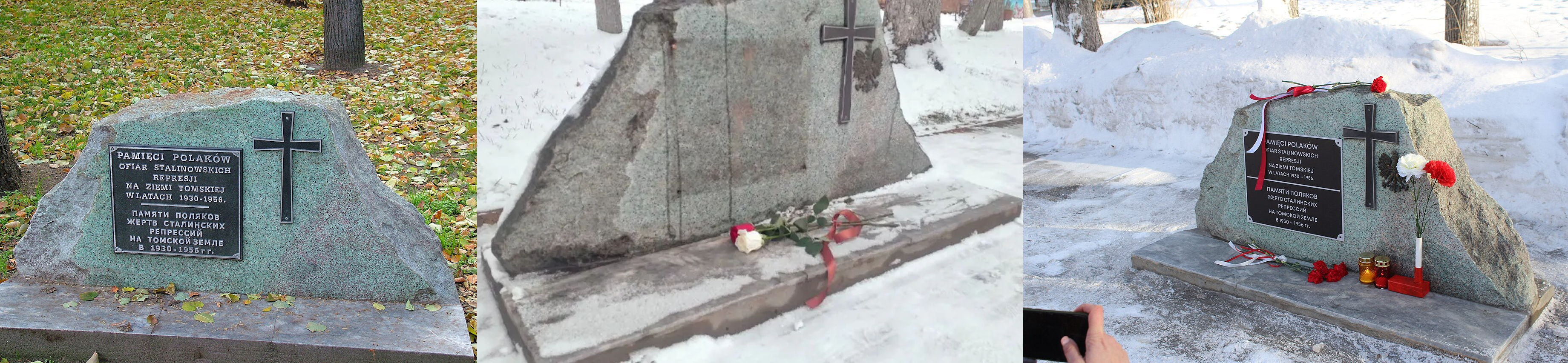
Мемориал памяти поляков — жертв сталинских репрессий в 2004, 2022 и 2024 году.